# The Fast and the Furious (jeu vidéo, 2004)
Pour les articles homonymes, voir The Fast and the Furious.
The Fast and the Furious (Wild Speed au Japon) est un jeu vidéo de course sous licence du film du même nom. Le jeu est sorti en Amérique du Nord en plusieurs versions, d'abord une « version 2D » développée et édité par I-Play pour les téléphones mobiles et publiée le 4 mars 2004, puis une « version arcade » développée et édité par Raw Thrills pour Arcade en juillet 2004 (le jeu est un successeur spirituel de la saga Cruis'n ; contenant des éléments similaires et le design d'Eugene Jarvis), et plus tard I-Play sort une "version 3D" développé par Juice Games pour les téléphones mobiles en septembre 2005.